# 愛の哀しみ (テレビドラマ)
『愛の哀しみ』（あいのかなしみ）は、1976年2月3日から同年3月30日まで日本テレビ系列の『火曜劇場』（毎週火曜22:00 - 22:54）の枠で放送されたテレビドラマ。全9回。

## 概要
実業家の有田一壽が、難病により若くして亡くなった娘の日記を元にして綴った回想記『愛すれど愛は悲し』を原作としてテレビドラマ化。本作終了後に、本作の補稿として『愛の哀しみ』のタイトルで出版された（有田倶子・著、有田一壽・編集、日本テレビ放送網株式会社・刊）。 
実業家の蟻川和也は、52歳にして複数の会社を経営し、精力的に活躍している。和也の一家は妻・優子と4人の娘という女系家族で、明るさが取り柄の家族であった。しかし長女の敏恵は高校3年の時に、胸部に疾患が認められたことで大学進学を断念。そんな秋のある日に、西山洋一という青年が蟻川家を訪れる。就職を頼みに来たのではあるが、姉妹たちは洋一を心から歓迎し、中でも敏恵は洋一に心惹かれる。
医者から胸部疾患がまずは大丈夫と通知を受けた敏恵は洋一との結婚を決意。両親の反対を押し切って結婚、後に子供も儲けた。しかし、敏恵は病が再発する…。

## キャスト
- 蟻川和也：小林桂樹
- 蟻川敏恵：島田陽子
- 蟻川優子：小山明子
- 敏恵の妹：竹井みどり
- 敏恵の妹：河西真由美
- 敏恵の妹：伊豆田依子
- 西山洋一：夏夕介
- 長谷部（主治医）：下元勉
- 川島：佐々木勝彦 - 洋一の友人
- 真鍋：高橋悦史 - 敏恵と同じ病院の入院患者
- 二宮：杉山とく子 - 蟻川家の元お手伝い

## スタッフ
- 原作：有田一壽『愛すれど愛は悲し』
- 脚本：松山善三（全話担当）
- 演出：野末和夫（全話担当）
- 制作：日本テレビ